# Career coaching
Career coaching – dziedzina coachingu zawodowego skupiająca się na osobach, które pragną zwiększyć swoje umiejętności zawodowe celem zmiany stanowiska, zmiany pracy lub podniesienia satysfakcji z jej wykonywania. Zadaniem coacha jest w tym przypadku wsparcie klienta w zrozumieniu jakie cele rozwojowe chce obrać, także w oparciu o indywidualne predyspozycje. Wyniki pracy z coachem są w tej ścieżce w niektórych przypadkach nieoczekiwane przez samego klienta.